# 里约马茹
里约马茹（法語：Rieumajou，法語發音：[ʁjømaʒu]）是法国上加龙省的一个市镇，属于图卢兹区。

## 地理
里约马茹（43°24'55"N, 1°47'25"E）面积3.77 平方千米，位于法国奧克西塔尼大區上加龙省，该省份为法国西南部内陆省份，西南端与西班牙接壤，自此顺时针与上比利牛斯省、热尔省、塔恩-加龙省、塔恩省、奥德省和阿列日省接壤。
与里约马茹接壤的市镇（或旧市镇、城区）包括：蒙莫尔、阿维尼奥内洛拉盖、福尔卡尔德、吕镇、上穆尔维尔。

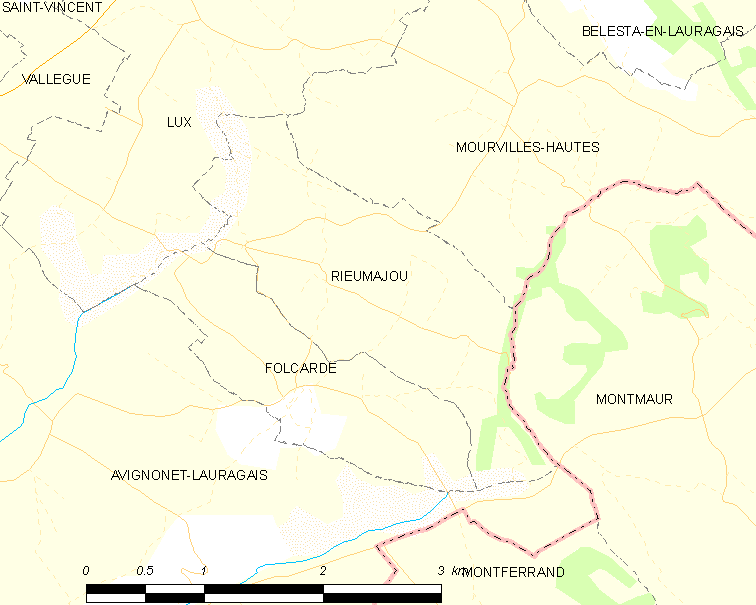
里约马茹的OSM定位图

里约马茹的时区为UTC+01:00、UTC+02:00（夏令时）。

## 行政
里约马茹的邮政编码为31290，INSEE市镇编码为31453。

## 政治
里约马茹所属的省级选区为勒韦勒县。

## 人口

1962-2008年间里约马茹人口变化图示

里约马茹于2022年1月1日时的人口数量为137人。